# Manfred Hofmeyer
Manfred Hofmeyer (* 11. April 1950) ist ein Brigadegeneral a. D. des Heeres der Bundeswehr. Zuletzt (seit 2006) war er stellvertretender Kommandeur 10. Panzerdivision in Sigmaringen.

## Leben

### Militärische Laufbahn

#### Ausbildung und erste Verwendungen
Hofmeyer begann nach dem Abitur 1968 als Offizieranwärter seine Offizierausbildung in der Bundeswehr. Bis 1971 erfolgte die Ausbildung zum Artillerieoffizier an der Artillerieschule in Idar-Oberstein und der Heeresoffizierschule I. Von 1971 bis 1975 diente er im Raketenartilleriebataillon 52 als Batterie- und Feuerleitoffizier sowie in der Artillerieausbildungsbatterie 2/III als Zugführer in der Allgemeinen Grundausbildung. Im Anschluss daran wurde er nach Montabaur ins Raketenartilleriebataillon 350 versetzt. Dort war er bis 1980 Nachrichtenoffizier (S2), Batteriechef einer (Lance-Batterie) und Chef der Begleitbatterie.

#### Dienst als Stabsoffizier
Bis 1982 absolvierte Hofmeyer den 23. nationalen Generalstabslehrgang (LGAN) an der Führungsakademie der Bundeswehr in Hamburg und wurde abschließend zum Major ernannt. Bis 1984 war er in Sigmaringen der Logistikstabsoffizier (G4) im Stab der Panzerbrigade 29 unter dem Kommando von Heribert Göttelmann. 1984 erfolgte seine Versetzung zur Central Army Group (CENTAG) nach Heidelberg als Operationsplanungsoffizier (G3). Von 1987 bis 1989 war er Referent für Heeresentwicklung im Führungsstab des Heeres (FüH VI 3).
Von 1989 bis 1991 war Hofmeyer Oberstleutnant und Kommandeur Raketenartilleriebataillon 122 in Philippsburg. Im Anschluss daran war er bis 1994 Organisationsreferent im Führungsstab der Streitkräfte (FüS IV 1) und bis 1997 Referent im Büro der Staatssekretäre Jörg Schönbohm und Gunnar Simon.
Als Stabsoffizier beim Chef des Stabes des FüS diente Hofmeyer bis 2000 unter Hartmut Moede und Jörg Auer.
Als G3 des Wehrbereichskommandos V/10. Panzerdivision diente er danach unter dem Kommando von Karl-Heinz Lather und absolvierte in 2000 seinen ersten Auslandseinsatz im Rahmen der KFOR als Chef des Stabes der Multinational Brigade South und Kontingentführer des deutschen Heereskontingents KFOR in Prizren. In 2001 zurück in Sigmaringen, übernahm er als Oberst den Posten des Chefs des Stabes (CdS) des Wehrbereichskommandos V/10. Panzerdivision unter dem Kommando von Jan Oerding. Mit ihm zusammen hatte er die Generalstabsausbildung absolviert. Nach der Umbenennung in „10. Panzerdivision“ im selben Jahr blieb er bis 2003 auf dem Posten des CdS.
2003 wurde Hofmeyer nach Berlin in das Verteidigungsministerium versetzt, wo er bis 2006 als Büroleiter und Personalreferent des Parlamentarischen Staatssekretärs Hans Georg Wagner (SPD) und ab 2005 Christian Schmidt (CSU) eingesetzt war. 2006 absolvierte Hofmeyer das Seminar für Sicherheitspolitik an der Bundesakademie für Sicherheitspolitik in Berlin.

#### Dienst im Generalsrang
2006 wurde er zur 10. Panzerdivision als Stellvertretender Divisionskommandeur versetzt, wo er unter dem Kommando von Markus Bentler stand. Während dieser Verwendung war er 2007 im Auslandseinsatz im Rahmen der KFOR in Priština als Chief de Cabinet / Chef des Stabes unter dem KFOR-Kommandeur Roland Kather.  Am 16. Dezember 2009 übernahm Hofmeyer im Kosovo den Posten von Benedikt Zimmer als Kommandeur der Multinational Battle Group South und Kommandeur des deutschen Einsatzkontingentes in Prizren. Diese Aufgabe übergab er am 24. Juni 2010 an Stephan Thomas. Vom September 2010 bis zu seiner Zurruhesetzung im April 2012 führte er die 10. PzDiv eigenständig.

### Privates
Hofmeyer hat mit seiner verstorbenen Frau drei Kinder. Seit 2015 ist er Erster Vorsitzender der Vereinigung der Freunde des Wehrgeschichtlichen Museums Schloß Rastatt e.V.